# Архелай (царь Египта)
Архелай (греч. Άρχέλαος; I век до н. э.) — древнегреческий политик. Сын полководца Архелая. Отец Архелая Филопатора.
В 63 году до н. э. был возведён Помпеем в звание жреца в понтийском городе Комане.
В 56 году до н. э. Aрхелай, считавшийся сыном Митридата, женился на Беренике, дочери царя Птолемея Авлета, царствовавшей в Египте после изгнания своего отца, но недолго, так как через полгода Авл Габиний, проконсул в Сирии, явился в Египет с сильным войском для восстановления Птоломея на престоле. Архелай, провозгласивший себя египетским царем, пал в сражении против Габиния, а Береника была казнена.
Сын Архелая, носивший тоже имя, наследовал отцу в звании жреца, которого он был лишён в 47 г. до н. э. Цезарем.